# Natriummetabisulfiet
Natriummetabisulfiet of natriumdisulfiet is een anorganische verbinding van natrium, zwavel en zuurstof, met als brutoformule Na2S2O5. De stof komt voor als een wit kristallijn poeder, dat zeer goed oplosbaar is in water. In water ondergaat het hydrolyse tot natriumwaterstofsulfiet:
{\displaystyle \mathrm {Na_{2}S_{2}O_{5}\ +\ H_{2}O\ \rightleftharpoons \ 2\ NaHSO_{3}} }

## Synthese
Natriummetabisulfiet kan bereid worden door een condensatiereactie van natriumbisulfiet:
{\displaystyle \mathrm {2\ NaHSO_{3}\ \longrightarrow H_{2}O\ +\ Na_{2}S_{2}O_{5}} }
Een tweede mogelijke syntheseroute is de reactie van natriumsulfiet met zwaveldioxide:
{\displaystyle \mathrm {Na_{2}SO_{3}\ +\ SO_{2}\ \longrightarrow Na_{2}S_{2}O_{5}} }

## Eigenschappen
Bij verhitting ontleedt de verbinding (thermolyse) tot natriumsulfiet en zwaveldioxide:
{\displaystyle \mathrm {Na_{2}S_{2}O_{5}\ {\xrightarrow {\ \ \triangle T\ \ }}\ Na_{2}SO_{3}+SO_{2}} }

## Toepassingen
Natriummetabisulfiet wordt gebruikt als conserveermiddel en antioxidant in de voedingsmiddelenindustrie. Het draagt het E-nummer 223. De aanvaardbare dagelijkse inname (ADI) bedraagt 0,7 milligram per kilogram lichaamsgewicht. Daarnaast wordt het tevens gebruikt om verkleuring van gedroogd fruit te voorkomen. Het product breekt sommige vitamines af, zoals onder andere vitamine B1.
Daarnaast wordt het onder andere nog gebruikt in geneesmiddelen, cosmetica en in de fotografie.

## Toxicologie en veiligheid
Natriummetabisulfiet is schadelijk bij orale inname en irriterend voor de huid. Daarnaast bestaat het risico op ernstige oogletsels. Het is dan ook aangeraden steeds oogbescherming te gebruiken wanneer men in contact met het product komt.
Wanneer natriummetabisulfiet in contact komt met zuren, kan zwaveldioxide ontstaan:
{\displaystyle \mathrm {Na_{2}S_{2}O_{5}\ +\ 2\ H_{3}O^{+}\ \longrightarrow 2\ Na^{+}\ +\ 3\ H_{2}O\ +\ 2\ SO_{2}} }
Dit gas kan irritatie van de ademhaling veroorzaken.